# Poste-frontière de Senkivka

Emplacement du passage frontalier à 3 voies

Senkivka (en ukrainien : Сеньківка) est un passage frontalier terrestre à trois voies entre l'Ukraine et la Russie et la Biélorussie du côté ukrainien, juste au nord du village de Senkivka, dans le raïon de Tchernihiv, oblast de Tchernihiv.
C'est le côté ukrainien du tripoint frontalier Novye Yurkovichi, Senkivka, Vesyalowka.

## Aperçu
Le point de contrôle/passage est situé sur la P13. De l'autre côté de la frontière, du côté russe, se trouve le poste de contrôle frontalier Novye Yurkovichi situé près de Novye Yurkovichi (oblast de Briansk), et du côté biélorusse se trouve le poste de contrôle frontalier Vesyalowka.
Le type de traversée est automobile, statut international. Les types de transport autorisés pour les traversées automobiles sont les passagers et les marchandises. Le port d'entrée fait partie du poste douanier de Senkivka de la douane de Tchernihiv.

## Points d'intérêts
En 1975 est érigée au niveau de cette zone une stèle "monument de l'amitié (trois sœurs)", où en juin de chaque année ont lieu plusieurs festivités parmi les peuples de la république de Biélorussie, d'Ukraine et de la fédération de Russie. Le monument est situé à environ 5 km au nord du point de contrôle.
Le 9 novembre 2012, à Senkivka, est installé le premier poste frontière de la frontière d'État de l'Ukraine avec la fédération de Russie. Le premier poste-frontière de la frontière d'État de l'Ukraine avec la Biélorussie a été installé le 13 novembre 2014,.
En 2014, l'accès aux festivals via Vesyalowka et Novye Yurkovichi a été fermé aux visiteurs ukrainiens.